# ميغيل تانتون
ميغيل تانتون (بالإنجليزية: Miguel Tanton)‏ (5 يوليو 1989 بسانتا كلارا في الولايات المتحدة - ) هو لاعب كرة قدم أمريكي في مركز الوسط. شارك مع منتخب الفلبين لكرة القدم. أما مع النوادي، فقد لعب مع نادي كايا وUE Vilassar de Mar ‏.